# Cratera viridimaculata
Cratera viridimaculata ist eine Art der Landplanarien aus der Gattung Cratera. Die Art ist in Argentinien beheimatet.

## Merkmale
Cratera viridimaculata ist eine mittelgroße Landplanarie mit einem lanzenförmigen Körper. Sie erreicht eine Länge von ca. 50 mm. Die Rückenseite hat eine helle olivgrüne Grundfärbung mit dunkelgrauen feinen Punkten. Die Bauchseite ist weiß, die Seiten sind an den Rändern grau.
Auf den ersten Millimetern sind viele Augen an den Körperrändern verteilt. Weiter hinten finden sich die Augen auf der Rückenseite bis zum Pharynx.

## Etymologie
Das Artepitheton viridimaculata leitet von den lateinischen Wörtern viridis (dt. grün) und macula (dt. Fleck) ab und bezieht sich auf die Körperfärbung der Planarien.

## Verbreitung
Der Lebensraum von Cratera viridimaculata sind Atlantische Regenwälder in der argentinischen Provinz Misiones, ein von subtropischen Wäldern bedecktes Gebiet. Er kommt in zwei Naturschutzgebieten vor, dem Esmeralda Provincial Park und dem San Antonio Strict Nature Reserve.